# 이경선 (1968년)
이경선(李京宣, 1968년 4월 30일 ~ )은 대한민국의 정치인이다. 출신은 광주광역시이다.

## 학력
- 호남대학교 졸업
- 연세대학교 행정대학원 행정학 석사 졸업
- 북한대학원대학교 제36기 통일미래최고위 과정 이수

## 경력
- 국회의원 4급 보좌관
- 도산아카데미 운영이사
- 전국경제인연합회 ESG 전문가
- (사)한국장애인고용안정협회 멘토 위원
- 국민건강보험공단 서대문지사 자문위원회 위원
- 2014. 7.~2018. 6. 제7대 서울특별시 서대문구의회 의원
- 2014. 7.~2016. 7. 제7대 서울특별시 서대문구의회 전반기 의회운영위원회 부위원장
- 2014. 7.~2016. 7. 제7대 서울특별시 서대문구의회 전반기 예산결산특별위원회 위원
- 2016. 7.~2018. 6. 제7대 서울특별시 서대문구의회 후반기 행정복지위원회 부위원장
- 2016. 7.~2018. 6. 제7대 서울특별시 서대문구의회 후반기 예산결산특별위원회 위원
- 2018. 7.~2022. 6. 제8대 서울특별시 서대문구의회 의원
- 2018. 7.~2020. 7. 제8대 서울특별시 서대문구의회 전반기 의회운영위원회 위원
- 2018. 7.~2020. 7. 제8대 서울특별시 서대문구의회 전반기 재정건설위원회 위원
- 2018. 7.~2020. 7. 제8대 서울특별시 서대문구의회 전반기 예산결산특별위원회 위원
- 2020. 7.~2022. 6. 제8대 서울특별시 서대문구의회 후반기 부의장
- 2020. 7.~2022. 6. 제8대 서울특별시 서대문구의회 후반기 재정건설위원회 위원
- 2020. 7.~2022. 6. 제8대 서울특별시 서대문구의회 후반기 예산결산특별위원회 위원
- 2022. 7.~2024. 1. 제9대 서울특별시 서대문구의회 의원
- 2022. 7.~2024. 1. 제9대 서울특별시 서대문구의회 전반기 재정건설위원회 위원
- 2022. 7.~2024. 1. 제9대 서울특별시 서대문구의회 전반기 예산결산특별위원회 위원
- 2023년 서대문구의회 윤리특별위원회 위원
- 국민의힘 서울특별시당 여성위원회 부위원장
- 국민의힘 서울특별시당 서대문구 갑 당원협의회 운영위원
- 개혁신당 정책위원회 부의장
- 개혁신당 조직부총장
- 개혁신당 서울특별시당 서대문구 갑 당원협의회 운영위원장
- 개혁신당 서울특별시당위원장
- 2025. 4.~ 제21대 대통령 선거 개혁신당 이준석 대통령 후보 조직본부장

## 수상
- 서대문희망리더대상 수상
- 의정신사상 수상
- 2018 자랑스런 대한국민대상
- 2019 서울평화문화대상 수상
- 지방자치평가 의정대상 수상
- 대한민국을 이끌 여성지도자상 수상
- 2023 대한민국 ESG 경영대상 수상
- 2023 연세를 빛낸 자랑스러운 행정인상 수상

## 역대 선거 결과
|  | 44.29% |

|  | 27.49% |

|  | 0% |

|  | 5.75% |